# Bertil Pfannenstill
Bertil Algot Pfannenstill, född den 22 februari 1909 i Toarps församling, Älvsborgs län, död den 12 november 1995 i Lund, var en svensk sociolog. Han var brorson till Magnus och Algot Pfannenstill.
Pfannenstill avlade filosofie licentiatexamen vid Lunds universitet 1934 och promoverades till filosofie doktor 1936. Sistnämnda år blev han docent i praktisk filosofi och 1947 i sociologi. Pfannenstill blev examinator i sociologi och föreståndare för sociologiska institutionen vid Lunds universitet 1948 och var tillförordnad preceptor 1954–1956. Han var ämneslärare vid Eslövs folkhögskola 1957. Pfannenstill var universitetslektor vid Lunds universitet i sociologi 1963–1975. Han var tillförordnad professor och extra biträdande professor 1969 samt prefekt vid sociologiska institutionen 1971. Pfannenstill var ledamot av Vetenskapssocieteten i Lund.